# Терапија мраком
Терапија мраком илои терапија тамом или „тамна соба“  метода је у неурофизиологији заснована на боравку  људи у потпуном мраку током дужег временског периода у покушају да се лече одређена психолошка стања. Нека истраживања су показала да овај процес побољшава здравље људског тела, минимизирајући главобоље, синдром хроничног умора и несаницу.   Потпуни мрак омогућава пацијентима да постану усклађенији са својим природним телесним сатом и помаже им да организују свој распоред спавања. Студије су откриле да  терапија мраком може бити ефикасан начин за управљање променама расположења и држање симптома под контролом. Такође се може користити у комбинацији са другим третманима, као што су лекови и когнитивно-бихејвиорална терапија.
Терапију мраком први је  започео немачки антрополог Холгер Калвајт. 

## Основне информације
Људско тело производи хормон мелатонин, који је одговоран за одржавање циркадијалног ритма (биолошки ритам у организму човека, који регулише бројне неоурохуморалне процесе у мозгу и на тај начин контролише и усклађује дневно ноћне и бројне друге функције свих најважнијих органа у организму). Имајући ово у виду примена терапије мраком има за циљ да тама помогне да се из разних разлога нарушени циркадијални ритмови стабилнизују.  
Тама активира различите тачке у мозгу. Потпуна изолација од светлости стимулише епифизу да синтетише мелатонин, што побољшава сан и доводи до опуштености.
Терапија мраком подразумева коришћење потпуног мрака током одређеног временског периода сваког дана. Верује се да ово помаже да се ресетује природни циркадијални ритам тела, који може бити поремећен. Ово заузврат може помоћи у смањењу промена расположења и других симптома повезаних са циркадијалном дисритмијом. Поред тога, ова терапија подстиче опуштање и саморефлексију, што може бити корисно за оне који пате од биполарног поремећаја.

## Индикације
Терапија мраком је до данас коришћена за лечење главобоље, мигрене, синдрома хроничног умора, бола и маније код биполарног поремећаја. Верује се да има физичке, менталне и емоционалне користи. Практичари верују да тама пружа дубоку прилику да се разумеју и реализују нечија искуства са умом, телом и духом у специфичне сврхе исцељења и самоопоравка.
Према истраживањима ово јефтино терапеутско средство: може да помогне код:
- уобичајених облика несанице,
- недостатка сна код дојиља,
- поремећај циркадијанског ритма код радника у сменама,
- биполарног поремећај, болести која се тешко лечи јер може изазвати екстремне промене расположења, нивоа енергије и понашања.[3]

## Облик и трајање терапије
Један од облик терапије мраком је блокада светла плаве таласне дужине како би се зауставио распад мелатонина,  и тиме спречило ометање циркадијалних ритмова.  
Дужина трјања терапије у великој мери зависи од особе, али обично се састоји од најмање шест сати потпуног мрака дневно.  Почетници пролазе кроз период прилагођавања који траје од три дана до недељу дана, али искусни практичари то могу радити и месецима.  
Терапија се одвија одвија у просторији без прозора, било каквих извора светлости и без површина које могу да рефлектују светлост,  укључујући и избегавање излагања и било каквих вештачких  извора светлости и ношење маске за спавање или покривача за очи. 